# Bulevardul Ștefan cel Mare din Iași
Bulevardul Ștefan cel Mare din Iași este unul din importantele bulevarde ale municipiului Iași, fiind situat în centrul orașului. 

## Descriere
Bulevardul începe din „Piața Unirii” și se termină în „Piața Ștefan cel Mare și Sfânt”.

## Toponimie
Bulevardul este numit după Domnul Moldovei, Ștefan cel Mare (1438/1439(?)-1504). 

## Istoric
Bulevardul Ștefan cel Mare s-a numit în timp „Ștefanul” și „Ulița Mare”.

## Monumente istorice
| Cod LMI                                                     | Denumire | Localitate      | Localizare                                                                                        | Datare, Creatori                                                           | Imagine               | Erori             |
| ----------------------------------------------------------- | --- | --------------- | ------------------------------------------------------------------------------------------------- | -------------------------------------------------------------------------- | --------------------- | ----------------- |
| IS-I-s-A-03504 (RAN: 41783.04.01, 41783.04.02, 41783.04.03) | Centrul istoric și Curtea Domnească                                                                                      | municipiul Iași | „Centrul istoric”, șos. Ștefan cel Mare 47.15611°N 27.58556°E                                     | Epoca medievală                                                            | Încarcă foto \| video | Raportează eroare |
| IS-I-s-A-03512 (RAN: 41783.07.01)                           | Situl arheologic de la Iași, punct „Bd. Ștefan cel Mare și Sfânt”                                                        | municipiul Iași | Bd. Ștefan cel Mare și Sfânt, frontul de V, între magazinul Materna și blocul Cooperației         | sec. XIV - XVII, Epoca medievală                                           | Alte imagini          | Raportează eroare |
| IS-II-m-B-04066                                             | Palatul Roset-Roznovanu - Primăria Municipiului Iași                                                                     | municipiul Iași | Bd. Ștefan cel Mare și Sfânt 11 47.1617°N 27.5841°E                                               | 1832                                                                       | Alte imagini          | Raportează eroare |
| IS-II-m-B-04067                                             | Casa Nicodim | municipiul Iași | Bd. Ștefan cel Mare și Sfânt 14                                                                   | înc. sec. XX                                                               | Încarcă foto \| video | Raportează eroare |
| IS-II-m-B-04068                                             | Administrația Finanțelor Publice Locale și sedii partide                                                                 | municipiul Iași | Bd. Ștefan cel Mare și Sfânt 15                                                                   | înc. sec. XX                                                               |                       | Raportează eroare |
| IS-II-a-A-04069 (RAN: 95079.44)                             | Ansamblul Mitropoliei Moldovei și Bucovinei                                                                              | municipiul Iași | Bd. Ștefan cel Mare și Sfânt 16 47.1616°N 27.58208°E                                              | sec. XVIII                                                                 |                       | Raportează eroare |
| IS-II-m-A-04069.01                                          | Catedrala „Sf. Gheorghe” și „Întâmpinarea Domnului”                                                                      | municipiul Iași | Bd. Ștefan cel Mare și Sfânt 16 47.1626°N 27.58406°E                                              | 1886 Gustav Freywald, Bucher, Mihail Singurov, Alexandru Orăscu (arhitect) | Alte imagini          | Raportează eroare |
| IS-II-m-A-04069.02                                          | Biserica „Sf. Gheorghe Vechi”                                                                                            | municipiul Iași | Bd. Ștefan cel Mare și Sfânt 16                                                                   | 1758-1766                                                                  | Alte imagini          | Raportează eroare |
| IS-II-m-A-04069.03 (RAN: 95079.01.01)                       | Palatul Mitropolitan | municipiul Iași | Bd. Ștefan cel Mare și Sfânt 16                                                                   | 1902-1907 Gheorghe Popovici (pictura interioară)                           |                       | Raportează eroare |
| IS-II-m-A-04069.04                                          | Trei clădiri administrative                                                                                              | municipiul Iași | Bd. Ștefan cel Mare și Sfânt 16                                                                   | mijl. sec XX                                                               |                       | Raportează eroare |
| IS-II-m-A-04069.05                                          | Fântâna lui Mihail de Hodocin                                                                                            | municipiul Iași | Bd. Ștefan cel Mare și Sfânt 16                                                                   | 1851                                                                       | Încarcă foto \| video | Raportează eroare |
| IS-II-m-B-04070                                             | Banca Națională | municipiul Iași | Bd. Ștefan cel Mare și Sfânt 17                                                                   | 1946-1947                                                                  |                       | Raportează eroare |
| IS-II-m-B-04071                                             | Casă | municipiul Iași | Bd. Ștefan cel Mare și Sfânt 18-20                                                                | înc. sec. XX                                                               | Încarcă foto \| video | Raportează eroare |
| IS-II-m-B-04072                                             | Casă | municipiul Iași | Bd. Ștefan cel Mare și Sfânt 22-24                                                                | înc.sec. XX                                                                | Încarcă foto \| video | Raportează eroare |
| IS-II-m-B-04073                                             | Casa Orest Tafrali, azi tipografia Episcopiei Catolice                                                                   | municipiul Iași | Bd. Ștefan cel Mare și Sfânt 26                                                                   | înc. sec. XX                                                               |                       | Raportează eroare |
| IS-II-m-A-04074 (RAN: 95079.43)                             | Catedrala romano-catolică „Adormirea Maicii Domnului”                                                                    | municipiul Iași | Bd. Ștefan cel Mare și Sfânt 26 47.15992°N 27.58336°E                                             | 1789                                                                       | Alte imagini          | Raportează eroare |
| IS-II-a-A-04076 (RAN: 95079.42)                             | Mănăstirea „Sf. Trei Ierarhi”                                                                                            | municipiul Iași | Bd. Ștefan cel Mare și Sfânt 28 47.15969°N 27.58454°E                                             | 1637-1639                                                                  | Alte imagini          | Raportează eroare |
| IS-II-m-A-04076.01                                          | Biserica „Sf. Trei Ierarhi”                                                                                              | municipiul Iași | Bd. Ștefan cel Mare și Sfânt 28 47.15968°N 27.5851°E                                              | 1637-1639                                                                  |                       | Raportează eroare |
| IS-II-m-A-04076.02                                          | Sala gotică | municipiul Iași | Bd. Ștefan cel Mare și Sfânt 28                                                                   | înc. sec. XIX, refăcută 1904                                               |                       | Raportează eroare |
| IS-II-m-B-04077                                             | Școala generală nr. 1 „Gheorghe Asachi”                                                                                  | municipiul Iași | Bd. Ștefan cel Mare și Sfânt 30 47.15921°N 27.58532°E                                             | 1909                                                                       |                       | Raportează eroare |
| IS-III-m-B-04316                                            | Placa memorială marcând locul în care a fost Hotelul St. Petersburg unde s-a redactat Proclamația de la 1848 (27 martie) | municipiul Iași | Piața Palat, la intersecția străzilor Anastasie Panu, str. Palat și str. Ștefan cel Mare și Sfânt | 1848                                                                       |                       | Raportează eroare |
| IS-III-m-B-04319                                            | Monumentul lui Gheorghe Asachi                                                                                           | municipiul Iași | Bd. Ștefan cel Mare și Sfânt 30, în curtea Școlii generale nr. 1                                  | 1888 Ion Georgescu (sculptor)                                              | Alte imagini          | Raportează eroare |

## Personalități care au locuit pe strada Ștefan cel Mare

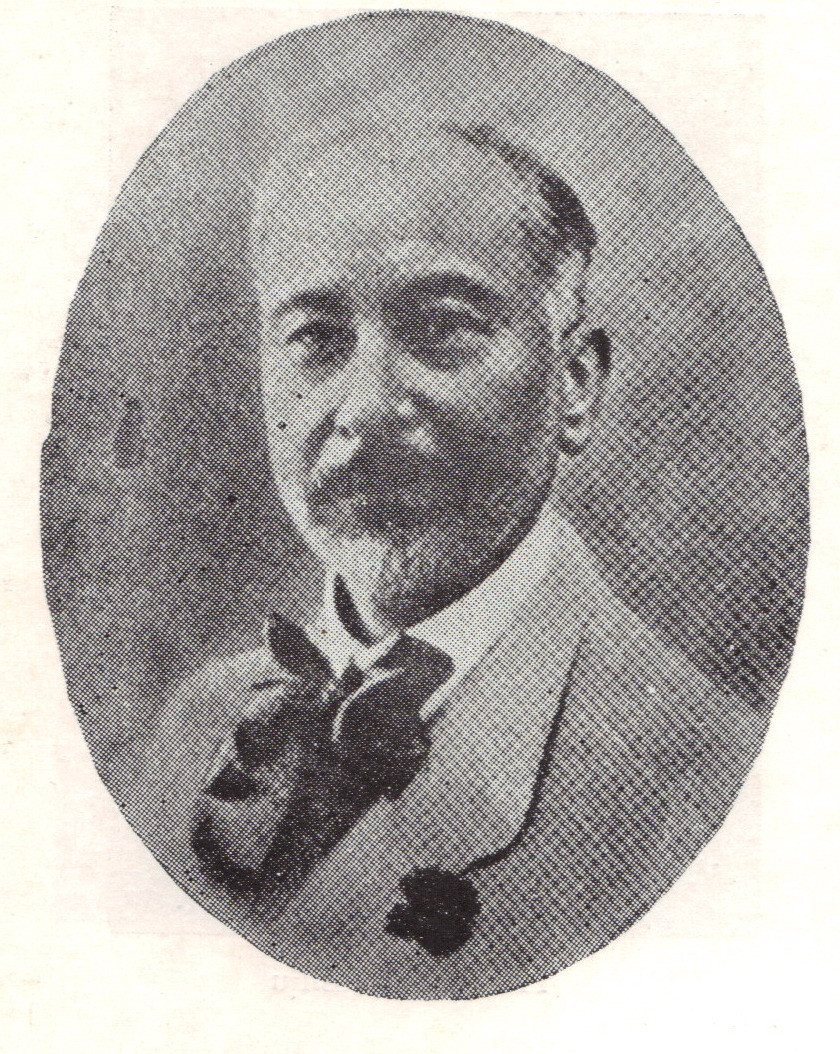
Nicolae Leon (1862-1931), biolog român, profesor la Universitatea „Alexandru Ioan Cuza” din Iași.